# Liezel Gouws
Liezel Gouws, född 28 december 1998 i Klerksdorp, Sydafrika, är en sydafrikansk paralympisk kvinnlig friidrottare och innehavare av världsrekordet på 800 meter enligt T37-klassificering för kvinnor (2:42,39) som sattes 2015 i Johannesburg under de nationella mästerskapen. Hon tävlade också i Paralympiska sommarspelen 2016. Gouws tillhörde även det sydafrikanska laget vid Paralympiska sommarspelen 2020 i Tokyo, där hon slutade femma i fyrahundrametersfinalen.

## Biografi
Gouws insjuknade i cerebral pares som förorsakades av en stroke som hon fick 2004, när hon bara var fem år gammal. Hon ser sin återhämtningsprocess och förmågor som hon har i dag som ett mirakel. Läkare gav henne endast två år att leva. För närvarande har hon tävlat vid tre världsmästerskap och två paralympiska spel för Sydafrika. Hon är också farmaceutstuderande vid North-West University i Nordvästprovinsen.

## Karriär
Liezel Gouws började engagera sig i Para Athletics 2012 och gjorde sin internationella debut 2013. Hon slog världsrekord på 800 meter under T37-klassificeringen 2015. År 2016 belönades hon med Årets kvinnliga paraidrottare. Hon ingick även i det sydafrikanska laget vid Världsmästerskapen i friidrott 2017 och Världsmästerskapen i friidrott 2019. Hon tävlade också vid Paralympiska sommarspelen 2016 och Paralympiska sommarspelen 2020.